# Zlomené srdce
Zlomené srdce je „scénická symfonie“ o čtyřech obrazech českého skladatele Zdeňka Folprechta na vlastní libreto čerpané ze staré orientální pohádky. Premiéru měla 18. ledna 1936 ve Slovenském národním divadle v Bratislavě.

## Vznik, charakteristika a historie
Zdeněk Folprecht působil v meziválečném období jako dirigent Slovenského národního divadla v Bratislavě. Zde měla roku 1940 premiéru jeho první opera Lásky hra osudná podle bratří Čapků. Pod dalších rozsáhlejších dílech, Hymnu vzkříšení (1929) a cyklu písní s doprovodem orchestru Ztracenou dolinou (1934), se k práci pro jeviště vrátil ve svém díle Zlomené srdce.
Žánr Zlomeného srdce je těžké vymezit. V SDN ho nastudoval  operní soubor a je uváděn v encyklopediích opery i baletu. Dobová recenze navíc vyzdvihuje vztah k melodramu a rozvíjení Fibichova odkazu, současně však upozorňuje, že těžiště díla je v rozsáhlých orchestru, který jednak účinkuje sám v předehře a rozsáhlých mezihrách, jednak podmalovává mluvené slovo (které je však redukováno na několik zhuštěných vět) nebo tanec či pantomimu. Sólisté nejsou zpěváci, ale činoherci nebo tanečníci, zpěv je vyhrazen jen sboru.
Kritik a muzikolog Gracian Černušák v recenzi pro Lidové noviny Folprechtovo druhé hudebně dramatické dílo chválí: „Skladatel […] vytvořil zde dílo čisté a půvabné, působící účinně právě svou inspirační spontánností, jeho harmonické cítění je bohaté, kultivované a mnohotvárné, instrumentace je svěží a barvitá, […]“.
V prvním nastudování ve Slovenském národním divadle bylo Zlomené srdce hráno (v premiéře) s jednoaktovou operou Samum vídeňského skladatele Fredericka Blocka (1899–1945). Z představitelů Černušákova recenze vyzdvihuje tanečnici a choreografku Věru Sladkou a členy jejího baletního studia. Jedinou další inscenaci uvedlo v době druhé světové války České divadlo v Olomouci, jež tehdy hrálo v Novém divadle v Hodolanech. O uvedení se zasloužil dirigent olomoucké opery Karel Nedbal, Folprechtův přítel a ve 30. letech 20. století spolupracovník v SND. Premiéra se konala 1. října 1943 v kombinaci s operou Jarní jitro Václava Kálika a dílo bylo přijato olomouckým obecenstvem příznivě – více než Lásky hra osudná, již tam Nedbal uvedl v roce 1940.

## Osoby a první obsazení
| osoba                                                                  | obor         | premiéra (18. ledna 1936) |
| ---------------------------------------------------------------------- | ------------ | ------------------------- |
| Salomhdi                                                               | taneční role | Vladimír Libovický        |
| Dívka oslňující krásy                                                  | mluvená role | Vlasta Šárková            |
| Tanečnice                                                              | taneční role | Věra Sladká               |
| Purum Nava                                                             | mluvená role | Karel Hradilák            |
| Bappa Rawalla                                                          | mluvená role | Karel Pavlík              |
| Ministr a rádce králů                                                  | mluvená role | Jindřich Fišer            |
| První sluha                                                            | mluvená role | Jindřich Toman            |
| Druhý sluha                                                            | mluvená role | Josef Mareček             |
| První hlasatel                                                         | mluvená role | Karol Modoš               |
| Druhý hlasatel                                                         | mluvená role | Ada Bartošová             |
| Ženy, kněží, lid, hvězdopravci, kouzelníci, lékaři (sbor a tanečníci). |              |                           |
| Dirigent: Zdeněk Folprecht                                             |              |                           |
| Režie: Viktor Šulc                                                     |              |                           |
| Scéna: Viktor Šulc                                                     |              |                           |
| Choreografie: Věra Sladká                                              |              |                           |

## Děj
Odehrává se v pohádkovém orientu, v říši mladého krále Salomdhiho.
(1. obraz) Ve ztemnělém posvátném háji nastává půlnoc a Král zahajuje obřad na počest mocného božstva, „Posvátného Měsíce“. Slavnost začíná tancem žen, vyvrcholením pak má být lidská žertva. Kněží přivádějí Dívku oslňující krásy, která má být Měsíci obětována. Dívka se jim vytrhne a prosí Krále o milost; ten se do ní na první pohled zamiluje a zastaví obřad. Dívka je k nevoli kněží osvobozena a propuštěna.
(2. obraz) Dívka o samotě čeká, že za ní Král přijde, ale marně. Pobouření kněží i samotné božstvo-Měsíc se totiž pomstili tím, že na Krále seslali záhadné choroby, které ho připravují o všechnu životní sílu. Král je již na pokraji smrti. Přál by si vidět milovanou Dívku, ale kněží ho stráží a zakazují Dívce vstup do vladařova paláce.
(3. obraz) Dívce krvácí srdce nad osudem mladého Krále, kterého si rovněž zamilovala. Hledá proto radu u velkého mága Purum Navy. Ten dokáže poradit se vším, je totiž již tisíc let stár, a protož ve na světě se opakuje v kruhu, vše již viděl v minulosti, a proto to dokáže předpovědět do budoucnosti. Purum Nava Dívce sděluje, že jen za jedinou cenu může Král nabýt opět zdraví – za cenu Dívčina života.
(4. obraz) Kolem Králova lůžka se shromáždili hvězdopravci, kouzelníci a lékaři z celé říše, nedokáží však jeho neduh zdolat a Králův život se chýlí ke konci, nestane-li se zázrak. Ten přichází, když  v poslední chvíli vstupuje Dívka a přináší Králi dar: své vlastní zlomené srdce. Královy choroby okamžitě zmizí, avšak Dívka umírá. Nad ní truchlí Král, zatímco Měsíc vychází a zalévá vše svou bledou září: Dívčinou smrtí byla přerušená oběť dokonána a božský Měsíc je usmířen.

## Instrumentace
Tři flétny, tři hoboje, dva klarinety, tři fagoty, čtyři lesní rohy, tři trubky, tři pozouny, tuba, tympány, bicí souprava, celesta, harfa, klavír, smyčcové nástroje (housle, violy, violoncella, kontrabasy); hudba na jevišti.